# ۀ
ۀ چهلمین حرف الفبای پشتو است؛ و صدای (IPA: /ə/) می‌دهد. و به نام کاجیرا هه شناخته می‌شود؛ و در زبان پشتو همیشه در آخر کلمه استفاده می‌شود.
در زبان فارسی، کاراکتری وجود دارد که علی‌رغم شباهت ظاهری با این کاراکتر، از نظر تلفظ و ساختار کاملا متفاوت بوده و نام آن سریا است، که از ترکیب «ه» و «ـٔ» به وجود می‌آید. 
| جایگاه در کلمه | جدا | انتها |
| شکل            | ۀ   | ـۀ    |
| -------------- | --- | ----- |